# 科恩·纳尔特
科恩·纳尔特（荷蘭語：Koen Naert，1989年9月3日—）生于比利时的鲁瑟拉勒，是一名专长于越野跑和长距离赛跑的比利时运动员。纳尔特在2015年柏林马拉松上获得第7名，在同年的汉堡马拉松则获得第13名。